# Крістіан Клеменс
Крістіан Клеменс (нім. Christian Clemens, нар. 4 серпня 1991, Кельн) — німецький футболіст, півзахисник німецького клубу Регіоналліги Захід «Дюрен».
Насамперед відомий виступами за клуби «Кельн» та «Майнц 05», а також молодіжну збірну Німеччини.

## Клубна кар'єра
У дорослому футболі дебютував 2010 року виступами за команду клубу «Кельн», в якій провів три сезони, взявши участь у 89 матчах чемпіонату. Більшість часу, проведеного у складі «Кельна», був основним гравцем команди.
До складу клубу «Шальке 04» приєднався 2013 року.

## Виступи за збірні
2007 року дебютував у складі юнацької збірної Німеччини, на юнацькому рівні за команди різних вікових категорій взяв участь у 29 іграх, забивши 5 голів.
Протягом 2010–2011 років  залучався до складу молодіжної збірної Німеччини. На молодіжному рівні зіграв у 9 офіційних матчах, забив 2 голи.